# Словацько-українські мовні зв'язки
Словацько-українські мовні зв'язки, досліджені розмірно мало. Тереном зіткнень стало Західне Закарпаття (Пряшівщина), у тому ч. зокрема (півд.) лемківські й суміжні укр. карп. та сх.-словацькі говірки як і місц. варіанти літ. мов. Теперішні сх.-словацькі говірки виявляють низку давніх лехітських рис і є (сх.-земшшнські говірки) під укр. впливом. У висліді їх експансії на лемківсько-сер.-закарп. території виникли в Снинщині т. зв. сотацькі, а на зах. від Ужгороду мішані укр.-словацькі говірки. До найдавніших спільних зах.-укр. півд.-поль.-словацьких рис належить закінчення -ох у місц. множини чоловічо-сер. іменників наддністрянських (у пальцьох, зах.-карп. у л'ісох, поль. 16 ст. w ogrodoch, словацьке о chlapoch, поширене в сх.-словацькій і на родовий множини) та -ме у першій особі множини (даме — дамо, словацьке dame). Слідом ранніх укр.-словацьких стиків є форми čerieslo, рефлекс о < ъ у сх.-словацькій та може сер.-словацькій (ґекерських) говірках (moch, voš, piesok — пісок). На говірки сх.-словацьких гр.-католиків впливав і укр. варіант ц.-слов. мови. Сильнішим і тривкішим виявився словацький (як і поль.) вплив на лемківські говірки, внаслідок чого тут:
- 1) відсутня лябілізація * CelC > * ColC > ColoC у слові пелевник — повітка (полова),
- 2) сонорні р, л, у слабких позиціях груп * Cr(l)ъ(ь)С довше зберігали сонантний характер після зникнення слабких ъ/ь, і тому голосний ы появився тут перед ними, а не після них, як у ін. укр. говірках (кырвавый — кривавий, гырміти — гриміти, сыўза — сльоза, быўха — блоха),
- 3) паляталізація s, z має дорсальний характер, n перед g, k реалізується як ŋ, у дієсловах 4 класи після губних l' заступлена на j (robju);
- 4) появилися стягнені дієслівні закінчення типу тримам, -аш, ат, -аме, -ате — тримаю, спорадичні форми з ча < че (часати, чало, чапігы), синтаксичні й аспектові особливості (наприклад, позачасове значення теперішнього часу перфективних дієслів: Квочка выл'агне кур'йата — Квочка висиджує курчат),
- 5) в лексику увійшов потік словакізмів, що стосуються у півд.-лемківських говірках всіх ділянок (братранець — кузен, пец — піч, брадло — скирта, драга — шлях, бланар — скляр, л'адник — вика, бодак — штик, ріхлик — поспішний потяг, — також семантичні й калькові утворення: пас'іка — зруб, порос'ачка — льоха, угір — переліг, крім лексичних паралель, наприклад, ребрина — драбина, лишка — лисиця), у півн.-лемківські, бойківські й зах.-сер.-закарп. вони проникли в меншій мірі.

Угризми й германізми, як і Європеїзми, теж проникали почасти через словацьке. У зв'язку з словакізацією українців у 19 — 20 вв. (див. Пряшівщина і Словаччина) у місц. варіант літ. мови проникло багато словакізмів синтаксичних і фразеологічних, у тому ч. зокрема калькового характеру.
До проблем С.-у. м. з. висловлювалися зокрема: О. Брок, В. Гнатюк, С. Томашівський, С. Цамбел, О. Петров, Ф. Пастрнек, З. Штібер, О. Галяґа, В. Латта, М. Онишкевич, Й. Дзендзелівський й ін.